# Traspirazione
Per traspirazione si intende la perdita di acqua sotto forma di vapore da parte di un tessuto biologico a contatto con l'ambiente esterno.
Negli animali avviene a livello della cute e dei polmoni, mentre nelle piante si ha prevalentemente a livello delle foglie ed è regolata (laddove sono presenti) dagli stomi.

## La traspirazione delle piante
La traspirazione delle piante si può definire come il movimento dell'acqua attraverso una pianta e la sua evaporazione  dalle parti aeree, come foglie, fusti e fiori.
L'acqua è necessaria per le piante, ma solo una piccola quantità di acqua assorbita dalle radici viene utilizzata per la crescita e il metabolismo. Il restante 97–99,5% viene perso per traspirazione e guttazione.
La traspirazione avviene attraverso gli stomi, e può essere intesa come un "costo" necessario associato all'apertura degli stomi per consentire la diffusione dell'anidride carbonica dall'aria per la fotosintesi. La traspirazione inoltre raffredda le piante, modifica la pressione osmotica delle cellule e consente il flusso di minerali e acqua dalle radici ai germogli.
Due fattori principali influenzano la velocità del flusso d'acqua dal suolo alle radici: la conduttività idraulica del suolo e l'ampiezza del gradiente di pressione attraverso il suolo. Entrambi questi fattori influenzano la velocità del flusso dell'acqua che si sposta dalle radici ai pori stomatici attraverso lo xilema.
L'acqua viene persa nella traspirazione per circa il 90% dagli stomi, per circa il 10% dalle lenticelle nei fusti legnosi e per una piccolissima parte attraverso la cuticola.
Si può considerare come un processo in due fasi:
- vaporizzazione dell'acqua contenuta nei tessuti vegetali
- il vapore acqueo si diffonde dagli spazi intercellulari interni (gli apoplasti) alla foglia verso l'atmosfera per lo più attraverso gli stomi.

L'acqua infatti si muove secondo gradiente (= variazione di una grandezza fisica in una data direzione) di potenziale idrico (acqua libera corrisponde a potenziale = 0; nella pianta e nel terreno in genere il potenziale è negativo, cioè è necessario esercitare un lavoro per estrarre acqua libera), da potenziale idrico maggiore (dentro la foglia) a potenziale idrico minore (nell'atmosfera basta che l'umidità relativa sia poco sotto il 100% perché il potenziale idrico sia molto inferiore a quello fogliare).
La diffusione del vapore acqueo che dagli spazi intercellulari del mesofillo si porta all'esterno attraverso l'apertura stomatica è preceduta sempre dalla vaporizzazione. Questo processo, che avviene sulle pareti cellulari del mesofillo e dei vasi fogliari, richiede energia dall'esterno, che in genere è fornita dalla radiazione solare.
Tasso di traspirazione = (Pressione di vapore camera sottostomatica - pressione di vapore nell'atmosfera) / (resistenza stomatica + resistenza aerodinamica)
Per una pianta (potenziale prossimo a 0) il numeratore della formula è legato al deficit di pressione di vapore (VPD) dell'atmosfera, che a sua volta dipende dalla temperatura e dall'umidità relativa. Il denominatore dipende dallo stato idrico della pianta (e quindi del terreno) e dal vento.
Le piante regolano la velocità di traspirazione controllando le dimensioni delle aperture stomatiche. Il tasso di traspirazione è anche influenzato dalla richiesta evaporativa dell'atmosfera che circonda la foglia